# Alegria.group
Pour les articles homonymes, voir Alegria.
Alegria.group est une société par actions simplifiée française spécialisée dans le no-code et l'intelligence artificielle, créée en 2020.

## Historique
L'entreprise Alegria.group est créée en octobre 2020, sous le nom juridique Alegria.tech, co-fondée par Francis Lelong, un des créateurs de la marque Sarenza, par Christelle Curcio et par Thomas Bonnenfant. L'entreprise développe trois activités principales liées au développement no-code : la formation avec Alegria.academy, le développement d'un réseau professionnel du no-code avec Alegria.network et la prestation de services de développement de sites web en no-code avec Alegria.solutions.
L'entreprise procède à une première levée de fonds de 500 000 euros en janvier 2021, puis de 4 millions d'euros lors de l'été 2022. En juin 2022, elle ouvre des bureaux au Lab'Oïkos à Toulouse, dans le quartier Saint-Aubin, en prévoyant l'ouverture de formations sur place à partir de 2024.
En 2024, l'entreprise annonce un partenariat avec l'ADEME pour faire intégrer le no-code dans la démarche de transformation numérique de l'établissement.
Le 11 février 2025, les trois cofondateurs d'Alegria.group participent à une soirée spéciale sur l'intelligence artificielle sur France 2, proposée à l'occasion du Sommet pour l’action sur l’intelligence artificielle.

## Offre de formation
La formation d'Alegria.academy propose d'obtenir en quinze mois, en alternance, un diplôme de conception et développement d’applications de niveau bac +3 inscrit au RNCP. Une première cohorte, de 9 femmes et 8 hommes, est lancée le 14 février 2022. Localisée dans le troisième arrondissement de Paris, la formation vise un objectif de 50% de femmes parmi les promotions et obtient le label Grande École du numérique en 2024. La formation commence par une période de piscine de deux semaines, puis par deux mois et demi de formation, poursuivie par une alternance de 12 mois, à raison d'un jour de formation avec Alegria et de quatre jours en entreprise par semaine.